# ヤングの実験
ヤングの実験（ヤングのじっけん）またはヤングの干渉実験（英: Young's interference experiment）とは、複数の光学スリットを用いた、光の干渉性を示す実験である。1805年ごろトマス・ヤングが、コヒーレントな光源からの光を平行な2つのスリットを通すとスリットを挟んで光源の反対側に設置されたスクリーンの上に干渉縞を生じることを示した。光の波動性を示す現象である。

粒子と波動の二重性を検証する実験として光の代わりに電子を使った実験を二重スリット実験と呼ぶ。電子の二重スリット実験においても、実験を複数回繰り返して得られる電子の衝突位置を示すスクリーン上の蛍光点の分布は、ヤングの実験と同様に干渉縞を示すことが知られている（詳細は二重スリット実験の稿を参照）。
二つのスリットの光がスクリーンに投影されるとき、両方の光が当たる中央部分が明るくなるという左の図は直感的にわかりやすい。たとえば舞台に複数のスポットライトをあてるような場合には実際にこのようになる。しかし光の間隔が非常に小さい場合、スクリーンには図右下のように縞模様が映し出される。これは光が干渉という、波に特徴的な性質を持っているためである。

## 原理
衝立上の点のスリットまでの光路差(光が進む道のりの差)が光の波長λの整数倍になるとき干渉して強め合い、その中間では弱め合って、縞模様ができる。スクリーン上で二つのスリットから等しい距離にある点（以下、縞模様の中心と呼ぶ）で最も明るく、その両側に暗い部分、明るい部分、と交互に繰り返される。
スリット間の間隔を a、スリットとスクリーンの間の距離を D、光源の波長を λ とすると、光が強めあう条件は次のように表すことができる。
{\displaystyle x={\frac {nD\lambda }{a}}}
x は上の条件を満たしたときに明るい帯ができる位置で、スクリーン上での縞模様の中心からの距離である。n は任意の整数である。n = 0 は縞模様の中心を表す。
ただしこの条件はスリット間隔が短く、スリットとスクリーンの間隔が縞模様に比べて大きい場合の近似である。

## 実験
縞模様の中心の次の帯は n = 1 の位置、つまり中心から D λ / a だけ離れた位置にできる。この式からわかるように、スリットの間隔 a が小さいほど、縞模様の間隔は広がり、観測しやすくなる（スリット-スクリーンの間隔 D を大きくしてもよいが、光の強度は光源からの距離の2乗に反比例して弱まることに注意）。
くっきりした縞模様を観察するには、光源は単色光が望ましい。電球や単色の蛍光灯でも観測できる。たとえば光源として波長600 nmの黄色い光を使用し、スリット-スクリーン間の距離を 5 cm という条件で、0.1 mm 程度の縞を観測するならば、スリットの間隔は10分の数 mm にすればよい（この条件は、墨塗りしたガラス板を重ねあわせたカミソリでひっかいてスリットを作り、それを目の近くにあてて光源を見るという実験を想定している）。

## 類似の実験
干渉による光の波動性を示す同様の実験として、単スリットによる回折（ホイヘンス＝フレネルの原理の『単スリット回折』の項も参照されたい）・フレネルの二面鏡・ロイド鏡がある。ただし単スリットによる回折では干渉縞の明暗の差が大きく（中心部が著しく明るく、中心を外れると干渉縞が極端に暗くなる）、波動性を示す教育材料としては不向きである。
また、鏡を用いる実験の場合は、反射の際の位相の反転を考慮する必要がある。